# Serguei Nagorny
Serguei Nagorny (Jmelnytsky, URSS, 8 de diciembre de 1956) es un deportista soviético que compitió en piragüismo en la modalidad de aguas tranquilas. 
Participó en dos Juegos Olímpicos de Verano en los años 1976 y 1980, obteniendo una medalla de oro y una de plata en la edición de Montreal 1976. Ganó tres medallas en el Campeonato Mundial de Piragüismo, en los años 1977 y 1979.

## Palmarés internacional
| Juegos Olímpicos   | Juegos Olímpicos  | Juegos Olímpicos  | Juegos Olímpicos |
| Año                | Lugar             | Medalla           | Competición      |
| ------------------ | ----------------- | ----------------- | ---------------- |
| 1976               | Montreal (Canadá) | Medalla de plata  | K2 500 m         |
| 1976               | Montreal (Canadá) | Medalla de oro    | K2 1000 m        |
| Campeonato Mundial |                   |                   |                  |
| Año                | Lugar             | Medalla           | Competición      |
| 1977               | Sofía (Bulgaria)  | Medalla de bronce | K2 1000 m        |
| 1979               | Duisburgo (RFA)   | Medalla de bronce | K4 1000 m        |
| 1979               | Duisburgo (RFA)   | Medalla de oro    | K4 10 000 m      |